# Politiske partier i Cypern
Dette er en liste over politiske partier på Cypern. Cypern har et flerpartisystem.
| Navn                                                                       | Navn      | Navn på Dansk                      | Politiske position | Ideologi                                          | Repræsentanternes Hus | Europa-Parlamentet |
| -------------------------------------------------------------------------- | --------- | ---------------------------------- | ------------------ | ------------------------------------------------- | --------------------- | ------------------ |
| Δημοκρατικός Συναγερμός Dimokratikós Sinagermós                            | ΔΗΣΥ DISY | Demokratisk Samling                | Centrum-højre      | Liberalkonservatisme, Kristendemokrati            | 17 / 56               | 2 / 6              |
| Ανορθωτικό Κόμμα Εργαζόμενου Λαού Anorthotikó Kómma Ergazómenou Laoú       | ΑΚΕΛ AKEL | Det Progressive Arbejderparti      | Venstrefløj        | Kommunisme, Marxisme-Leninisme                    | 15 / 56               | 2 / 6              |
| Δημοκρατικό Κόμμα Dimokratikó Kómma                                        | ΔΗΚΟ DIKO | Demokratiske Parti                 | Centrum            | Græsk-Cypernsk Nationalisme                       | 9 / 56                | 1 / 6              |
| Κίνημα Σοσιαλδημοκρατών Kinima Sosialdimokraton                            | ΕΔΕΚ EDEK | Bevægelsen for Socialdemokrati     | Centrum-venstre    | Socialdemokratisme                                | 4 / 56                | 1 / 6              |
| Δημοκρατική Παράταξη Dimokratiki Parataxi                                  | ΔΗΠΑ DEPA | Demokratiske Front                 | Centrum            | Liberalisme                                       | 4 / 56                | 0 / 6              |
| Εθνικό Λαϊκό Μέτωπο Ethniko Laiko Metopo                                   | ΕΛΑΜ ELAM | Nationale Folkefront               | Højrefløj          | Enosis, Græsk nationalisme, Nationalkonservatisme | 4 / 56                | 0 / 6              |
| ίνημα Οικολόγων – Συνεργασία Πολιτών Kínima Oikológon – Synergasía Politón | ΚΟΣΠ KOSP | Klimabevægelsen - Borgersamarbejde | Centrum-venstre    | Grøn ideologi                                     | 3 / 56                | 0 / 6              |

1. ↑  Cyprus Profile - Government & Politics